# توم ستيفنز (سياسي)
توم ستيفنز (بالإنجليزية: Tom Stevens)‏ هو محامي وسياسي أمريكي، ولد في 1956، وتوفي في 23 أكتوبر 2019. نشط حزبياً في Objectivist Party ‏.